# Aousja
Aousja (arabe : عوسجة), également orthographiée Ousja ou Aousdja, est une ville du nord de la Tunisie située entre El Alia et Ras Jebel à 48 kilomètres au nord de Tunis.
Rattachée à la délégation de Ghar El Melh dans le gouvernorat de Bizerte, elle constitue une municipalité comptant 5 126 habitants en 2014.
60 % de la population masculine d'Aousja travaille dans la culture de la pomme de terre, leur salaire moyen étant d'environ 180 dinars par mois.
Par ailleurs, 35 % des femmes travaillent dans deux entreprises de l'industrie textile. Leur salaire moyen est d'environ cent dinars par mois.